# جایزه بزرگ بلژیک ۱۹۵۳
جایزه بزرگ بلژیک ۱۹۵۳ (انگلیسی: ‎1953 Belgian Grand Prix‎) یک مسابقهٔ موتوری در رشتهٔ اتومبیل‌رانی فرمول یک بود که در تاریخ ۲۱ ژوئن ۱۹۵۳ در اسپا-فرانکورشان واقع در اسپا، بلژیک برگزار شد. این گراند پری در میان ۹ گراند پری در فصل ۱۹۵۳، مسابقهٔ شمارهٔ ۴ بود.
در این مسابقه که در ۳۶ دور و به مسافت ۵۰۸٫۳۲۰ کیلومتر (۳۱۵٫۸۵۵ مایل) برگزار شد، پول پوزیشن توسط خوان مانوئل فانخیو کسب شد و سریع‌ترین زمان برای طی یک دور پیست که برابر با ۴:۳۴٫۰ بود نیز توسط خوزه فریلان گونزالز به ثبت رسید.
آلبرتو اسکاری از تیم فراری، لوییجی ویلورزی از تیم فراری و آنوفره ماریمون از تیم مازراتی به‌ترتیب مقام‌های اول تا سوم مسابقه را کسب کردند.

## رده‌بندی قهرمانی پس از مسابقه
| رده‌بندی قهرمانی رانندگان \| \| جایگاه \| راننده \| امتیاز \| \| -------- \| ------ \| ------------------- \| ------ \| \| \| ۱ \| آلبرتو اسکاری \| ۲۵ \| \| ۱ \| ۲ \| لوییجی ویلورزی \| ۱۳ \| \| ۱ \| ۳ \| بیل ووکوویچ \| ۹ \| \| ۲ \| ۴ \| خوزه فریلان گونزالز \| ۷ \| \| ۱ \| ۵ \| نینو فارینا \| ۶ \| \| منبع:[۱] \| \| \| \| |        |                     |        |
| | جایگاه | راننده              | امتیاز |
| | ۱      | آلبرتو اسکاری       | ۲۵     |
| ۱ | ۲      | لوییجی ویلورزی      | ۱۳     |
| ۱ | ۳      | بیل ووکوویچ         | ۹      |
| ۲ | ۴      | خوزه فریلان گونزالز | ۷      |
| ۱ | ۵      | نینو فارینا         | ۶      |
| منبع: |        |                     |        |

یادداشت
- تنها پنج جایگاه نخست از هر رده‌بندی نمایش داده شده‌است.